# グーテンベルク不連続面

B : コア-マントル境界（グーテンベルク不連続面）

グーテンベルク不連続面（グーテンベルクふれんぞくめん、英: Gutenberg discontinuity）とは、地球のマントルと核（外核）との不連続面のことである。深さは約2,900km。コア-マントル境界（英: core–mantle boundary、略してCMB）ともいう。
1926年にアメリカ合衆国の地震学者であるベノー・グーテンベルグは、地震の際に地球内部において地震波のうちP波の速度が遅くなり、またS波が伝わらなくなる部分があることを発見した。これは外核が液体状であることに因るものであり、この境界を発見者の名前に因んでグーテンベルク不連続面と呼ぶ。